# Квартарела (Кампобасо)
Квартарела је насеље у Италији у округу Кампобасо, региону Молизе.
Према процени из 2011. у насељу је живело 123 становника. Насеље се налази на надморској висини од 662 м.